# Touala
 (août 2017).

Touala est une petite localité du Nord de la Côte d'Ivoire et appartenant au département de Ferkessédougou, District des Savanes. La localité de Touala est un chef-lieu de commune.

## Toponymie
Étymologiquement, le mot Touala comprend deux parties : Tou (ou ala selon certaines sources) et Touala (en langue senoufo, ala signifie ancêtre), en d'autres termes la terre des ancêtres.

## Géographie

### Situation
Touala, située à 9°23' de latitude nord et 4°57' de longitude ouest, fait partie de la grande région des Savanes, frontalière du Mali et du Burkina Faso. Touala se situe à 710 km d’Abidjan, la capitale économique et plus grande ville du pays et à 360 km de Yamoussoukro, la capitale politique depuis 1983.

Carte du nord de la Côte d'Ivoire - Image satellite

### Climat et végétation
La végétation de la région est celle de la savane arborée. 
Le climat y est très chaud et très sec (du type du climat soudanais), avec, en décembre et janvier, l'harmattan, un vent puissant venu du Sahara, qui abaisse considérablement la température. La grande saison sèche (octobre-mai) précède la saison des pluies marquée par deux maxima pluviométriques, l'un en juin et l'autre en septembre,,.